# Ma Qing Hua

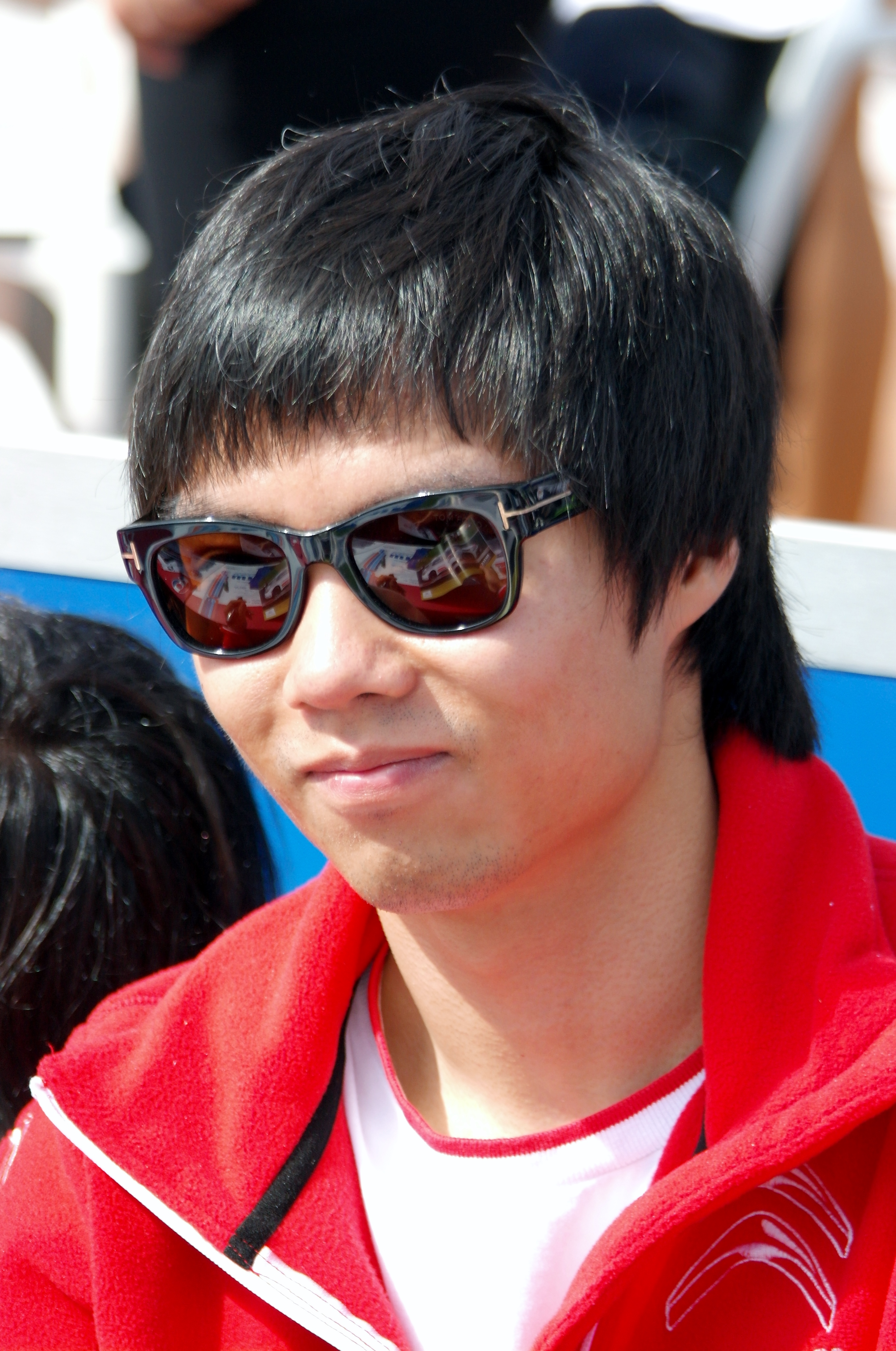
Ma Qing Hua in 2014

Ma Qing Hua (Shanghai, 25 december 1987) is een Chinees autocoureur. Hij nam onder andere deel aan de Italiaanse Formule 3000, het Britse Formule 3-kampioenschap en de Superleague Formula. Hij reed ook in de A1GP voor A1 Team China in de laatste ronde van het seizoen 2005-06. In 2011 won hij het Chinese Touring Car Championship in de 1600 cc-klasse.

## Formule 1
Op 5 april 2012 wordt Ma toegevoegd aan het young driver-programma van het Formule 1-team HRT en werd de eerste geboren Chinees die een Formule 1-auto bestuurde tijdens een door de FIA georganiseerd evenement. Ook is hij de eerste Chinees die deelneemt aan een Formule 1-weekend, tijdens de Grand Prix van Italië 2012 op Monza neemt hij het stuur over van de reguliere coureur Narain Karthikeyan. Tijdens het seizoen reed hij nog driemaal een vrije training.
Op 1 maart 2013 werd bekend dat Ma, samen met Alexander Rossi, de testrijder zijn van het Caterham F1 Team. Ook gaat Ma rijden voor het GP2-team van Caterham, Caterham Racing.

## Resultaten

### A1GP
| Jaar    | Inschrijving  | 1       | 2       | 3       | 4       | 5       | 6       | 7       | 8       | 9       | 10      | 11      | 12      | 13      | 14      | 15      | 16      | 17      | 18      | 19      | 20      | 21         | 22         | Rang | Punten |
| ------- | ------------- | ------- | ------- | ------- | ------- | ------- | ------- | ------- | ------- | ------- | ------- | ------- | ------- | ------- | ------- | ------- | ------- | ------- | ------- | ------- | ------- | ---------- | ---------- | ---- | ------ |
| 2005-06 | A1 Team China | GBR SPR | GBR FEA | GER SPR | GER FEA | POR SPR | POR FEA | AUS SPR | AUS FEA | MAL SPR | MAL FEA | UAE SPR | UAE FEA | RSA SPR | RSA FEA | IND SPR | IND FEA | MEX SPR | MEX FEA | USA SPR | USA FEA | CHN SPR 14 | CHN FEA 16 | 22   | 6      |

#### Formule 1
| Seizoen | Inschrijving     | Chassis       | Motor                    | 1   | 2   | 3      | 4   | 5   | 6   | 7   | 8   | 9   | 10  | 11  | 12  | 13     | 14     | 15  | 16  | 17  | 18     | 19     | 20  | Pos | Punten |
| ------- | ---------------- | ------------- | ------------------------ | --- | --- | ------ | --- | --- | --- | --- | --- | --- | --- | --- | --- | ------ | ------ | --- | --- | --- | ------ | ------ | --- | --- | ------ |
| 2012    | HRT F1 Team      | HRT F112      | Cosworth CA2012 2.4 V8   | AUS | MAL | CHN    | BHR | ESP | MON | CAN | EUR | GBR | GER | HUN | BEL | ITA TC | SIN TC | JPN | KOR | IND | ABU TC | USA TC | BRA | -   | -      |
| 2013    | Caterham F1 Team | Caterham CT03 | Renault RS27-2013 2.4 V8 | AUS | MAL | CHN TC | BHR | ESP | MON | CAN | GBR | GER | HUN | BEL | ITA | SIN    | KOR    | JPN | IND | ABU | USA    | BRA    |     | -   | -      |